# Archigalleria proavitella
Archigalleria proavitella är en fjärilsart som beskrevs av Hans Rebel 1892. Archigalleria proavitella ingår i släktet Archigalleria och familjen mott. Inga underarter finns listade i Catalogue of Life.